# Orkneyinga saga
Die Orkneyinga saga erzählt die Geschichte der ersten norwegischen Jarle auf Orkney (vor der nordöstlichen Küste Schottlands gelegen).

## Überlieferung
Die älteste Handschrift besteht aus 3 Fragmenten, von denen das größte (AM 325 I 4to) vom Anfang des 14. Jahrhunderts stammt und 18 Blätter umfasst. Die beiden anderen (AM 325 IIIa 4to mit zwei Blättern und AM 325 IIIb 4to mit  einem Blatt) sind älter, und ihre Abfassungszeit wird auf 1300 geschätzt. In der Flateyjarbók ist die gesamte Geschichte überliefert und zwar in Form von Interpolationen in und Hinzufügungen zu den zwei Olafssagas (Óláfs saga helga und Ólafs saga Tryggvasonar). Von den Papierhandschriften ist insbesondere eine von 1615 bedeutungsvoll. Es handelt sich um die Abschrift einer Übersetzung, die um oder kurz nach 1570 wohl in Norwegen nach dem Codex Academicus, einem sehr alten isländischen Pergament, angefertigt worden ist, das später unvollständig nach Kopenhagen gelangte, wo es 1728 verbrannte. Die Übersetzung befindet sich heute in Stockholm (Stockh. Kungl. Bibl. Cod. Isl. Papper 39 fol.). Die Papierhandschrift von 1615 gehörte dem dänischen Hofhistoriographen Anders Sørensen Vedel und kam im Großen Nordischen Krieg nach Schweden. Eine zweite Abschrift ist die, die Ásgeir Jónsson für Árni Magnússon angefertigt hatte und unter AM 332 4to Arna-Magnæanschen Sammlung aufbewahrt ist. Der Text der Flateyjarbók wurde an vielen Stellen mit diesen Texten von Sigurður Nordal korrigiert, weil er feststellte, dass sie älter waren und der Codex Academicus die älteste erhaltene Fassung darstelle. Die heutige Fassung der Orkneyinga saga, die in der Ausgabe Nordals 1913–1916 entwickelt wurde, entspricht also keiner der bekannten Handschriften.
Es wird als unwahrscheinlich angesehen, dass die vorhistorische Einleitung mit den genealogischen Angaben in der ursprünglichen Fassung gestanden hat. Auch dieser Teil wurde später hinzugefügt. Unter anderem aus der Übersetzung von 1570 ist zu ersehen, dass der ursprüngliche Text mit Svein Ásleifarsons Tod, im Jahre 1171, endete. Das letzte Kapitel der Flateyjar-Version endet mit Jarl Jón Haraldsson († 1231) und ist später hinzugefügt worden.
Es ist offensichtlich, dass Snorri Sturluson bei seiner Niederschrift der Ólafs saga helga die Orkneyinga saga gekannt hat. Er nannte seine Quelle Jarla saga oder Jarlar sögur. Wahrscheinlich hieß der ursprüngliche Titel Orkneyinga jarla saga. Allerdings ist nicht sicher, dass die Fassung, die ihm vorlag, die gleiche ist, die bis heute überliefert ist. Als Snorri später das erste Drittel der Heimskringla schrieb, änderte er seine Darstellung, und diese Änderungen haben auch die Revision des Textes der Orkneyinga saga veranlasst. Neben der Einleitung und den letzten Kapiteln änderte er auch Kap. 13 – 19, die er von Óláfs saga helga übernahm, so dass die ursprünglichen Fassungen verloren sind, da sie auch in den anderen Überlieferungen nicht vorkommen, sondern nur in der Übersetzung. Dies wurde zum ersten Mal von Sigurður Nordal 1913 bewiesen. Die Orkneyinga saga ist also ein Mischtext, und es ist unmöglich, die ursprüngliche Version zu erschließen.
Die erste gedruckte Ausgabe beinhaltete auch eine lateinische Übersetzung: Orkneyinga saga: sive Historia Orcadensium a prima Orcadum per Norvegos occupatione ad exitum seculi duodecimi; Saga hins helga Magnúsar eyja jarls, sive Vita Sancti Magni insularum comitis. Ex MSS Legati Arna–Magnæani cum versione Latina, varietate lectionum et indicibus, chronologico, reali et philologico edidit Jonas Jonæus. Kopenhagen 1780. Sie war von dem isländischen Philologen Grímur Jónsson Thorkelin, der um 1780 auch Schottland bereist hatte, ins Werk gesetzt.
Die Angaben der Saga sind nicht immer zuverlässig. So wird eine Christianisierung der Orkneys Olav Tryggvason († 1000) zugeschrieben. Ausgrabungen zeigten, dass es zu seiner Zeit dort bereits Kirchen gab (Lit.: Barrett (2000) und Morris/Emery (2003)). Auch die in der Saga genannten Ortsnamen (z. B. Papey) belegen ältere christliche Tradition.

## Inhalt
Die ursprüngliche Orkneyja saga baute auf die isländische Überlieferung, die auf der Skaldendichtung beruhte, besonders auf Árnorr jarlaskálds Þorfinnsdrápa, spätere Ereignisse bauen darauf, was man auf den Orkneys noch wusste.
Die ersten drei Kapitel behandeln die Abstammung der Orkadenjarle von einem sagenhaften König Fornjótr aus dem hohen Norden Skandinaviens. Er stellt insofern eine Besonderheit dar, als sie der Sitte mittelalterlicher Genealogien, die Herrschergeschlechter auf Troja zurückzuführen, nicht folgen (Lit.: P. Meulengracht Sørensen (2001)). Mit der Heerfahrt Harald Hårfagres nach den Orkneys beginnt dann die historische Zeit. Danach hat Harald Rögnvaldur Mœrajarl zum Jarl über die Orkneys eingesetzt, der die Herrschaft an seinen Bruder Sigurður weitergab. Nach dessen Tod in Schottland bestimmt er seinen Sohn Einar zum Jarl. Im Kampf mit den Söhnen Harald Hårfagres fällt Røgnvald. Es kommt zu langen Kämpfen zwischen seinen Nachkommen und den Nachfolgern Harald Hårfagres um die Herrschaft auf den Orkneys (bis Kap. 12). In dieser Zeit zwingt Olav I. Tryggvason Jarl Sigurd zur Taufe. Während der Herrschaftszeit Olafs des Heiligen teilen sich die Brüder Sumarliði (gälisch Sòmhairlidh), Brúsi und Einar die Herrschaft. Als nach dem Tod Sumarliðis ein weiterer Sohn Sigurds, Þorfinnur, ein Drittel der Herrschaft beansprucht, kommt es zu Auseinandersetzungen, in deren Verlauf Einar von einem Mann Þorfinnurs erschlagen wird. Brúsi will nun die Hälfte der Orkneys und ersucht, als ihm das nicht zugestanden wird, den norwegischen König um Vermittlung. König Olaf betrachtet aber die Orkneys als Kronbesitz des norwegischen Königs, der nur treuen Gefolgsleuten als Lehen gegeben wird. Þorfinnur stirbt bei Verwandten in Schottland und der König zwingt Brúsi unter Androhung des Todes, seiner Rechtsauffassung zuzustimmen, und übernimmt die Alleinherrschaft über die Orkneys. König Magnus der Gute überträgt Brúsi ein Drittel der Orkneys als Lehen, ein Drittel kommt an Þorfinnur, ein Drittel behält der König für sich.
Die Folgezeit ist durch die Auseinandersetzung zwischen den Orkadenjarlen, die teilweise gleichzeitig auch Lehensmänner des schottischen Königs sind, und den norwegischen Königen bestimmt. Dabei geht es um zwei Faktoren: Die Orkadenjarle wollen nicht Lehensmänner des norwegischen Königs werden, zum einen, weil sie (jedenfalls zum Teil) bereits Lehensmänner des schottischen Königs mit Lehen in Schottland sind und nicht in einen Loyalitätskonflikt geraten wollen, zum anderen, weil sie den Vertrag zwischen König Ólaf und Brúsi als unter unmittelbarem Zwang geschlossen für nichtig ansehen. Eingeflochten ist auch eine Fahrt eines späteren Jarls Røgnvald nach Byzanz, wobei offenbar der Ruhm Sigurd Jorsalfaris den Ansporn gab. Die Darstellung endet in der Zeit der Auseinandersetzung zwischen König Sverre und dem Gegenkönig Sigurd Magnusson am Ende des Bürgerkriegs in Norwegen (siehe Geschichte Norwegens) und der verlorenen Schlacht vor Bergen 1194, wo Sigurd und die Jarle von den Orkneys fielen. Anschließend wird nur noch berichtet, dass Jón Haraldsson alleiniger Jarl über die Orkneys wurde.

## Darstellungsabsicht
Die Darstellungsabsicht der Orkneyinga saga ist nur sehr schwer zu ermitteln, da ihre ursprüngliche Gestalt nicht zu rekonstruieren ist. Aber die politischen Verhältnisse der Abfassungszeit geben Anlass zu entsprechenden Vermutungen: Es gab ein straff geführtes Handelsnetz zwischen Grönland, Island und Orkney für Pelze, Walrosszahn und Falken. Die Bauten auf Orkney (Klöster, St.-Magnus-Kathedrale) wären mit Wolle und Trockenfisch allein nicht zu finanzieren gewesen. Ein solches Warenangebot hätte auch nie das Interesse des norwegischen Königs finden können. Von daher werden auch Vermutungen über die Autorenschaft des ursprünglichen Textes angestellt: Bischof Bjarni Kolbeinsson. Er soll zusammen mit Páll Jónsson, von 1195 bis 1211 Bischof in Skálholt, die orkadischen Quellen bearbeitet haben. Páll Jónsson kam 1180 nach England und Orkney. Er hatte enge familiäre Verbindungen zu den Orkney-Familien, unter anderem zu Jarl Haraldr Maddaðarson. Allerdings würde diese Vermutung dazu führen, dass diese Saga um 1180 hätte verfasst sein müssen und damit eine der ältesten Sagas überhaupt wäre.
Diese Urfassung wurde nun von Snorri in die Heimskringla eingefügt und dabei im Hinblick auf seine Zeit umgestaltet. Die lange Regierungszeit Håkon Håkonssons (1217–1263), die Klimaverschlechterung, das Ende des Grönlandhandels und der immer stärkere werdende schottische Einfluss auf das Jarltum in Orkney wären dann die Randbedingungen bei der Umgestaltung der Saga zur Zeit der Abfassung des Codex Academicus. Sie führten zu einem Bestehen auf politische Selbständigkeit, zur literarischen Utopie einer Unabhängigkeit von Norwegen und von Schottland und der Zugehörigkeit zu einem nordischen Kulturraum und noch später zu der Darstellung einer Zugehörigkeit zu einem norwegischen Großreich in einer idealisierten Vergangenheit.
Die Heimskringla schildert in der Saga von Harald Hårfagre, wie dieser sich ganz Norwegen und schließlich auch die schottischen Inseln unterwirft. Das Land wird sein Eigentum, und er verteilt es unter seine Getreuen, die er als Jarle einsetzt. Sie sind seine Gefolgsmänner und verdanken ihm allein ihre Stellung. Folgerichtig wird Jarl Røgnvald von Møre in Kap. 10 der Saga ohne legitimierenden Stammbaum eingeführt. Es heißt lediglich, dass er der Sohn Eystein Glumras war. Die Jarle sind danach lediglich königliche Verwaltungsbeamte. Die Orkneyinga saga erhielt demgegenüber eine vorangestellte Genealogie als Einleitungskapitel, den "Fundinn Nóregr", der das Geschlecht der Orkaden–Jarle mit einem 400 Jahre langen agnatischen Stammbaum als Herrscher aus eigenem Recht darstellt. Solche Genealogien dienten der Herrschaftslegitimation und der Herleitung von gesellschaftlicher Position und Rechten. Im Kap. 3 der Orkneyinga saga wird auch ein Gespräch zwischen Røgnvald und seinen Söhnen über die Nachfolge im Jarlsamt geschildert, das damit endet, dass er seinen Sohn Einar nach Orkney entsendet. In der Heimskringla, der Saga über Harald Hårfagre und dessen zentralistischer Herrschaft, die eine selbständige Nachfolgeregelung gar nicht zuließ, fehlt dieser Dialog natürlich. Auch legt die Orkneyinga saga Wert darauf, dass Jarl Einar, nachdem er Halfdan, den Sohn König Harald Hårfagres getötet hatte, sich mit dem König verglich, indem er die vom König von den Einwohnern der Inseln verlangten 60 Mark Goldes aus eigenem Vermögen bezahlte und dafür die Erbgüter der Bauern als Eigentum übernahm. Auch dies fehlt in der Saga über Harald Hårfagre. Aus diesen Unterschieden lässt sich ersehen, dass es der letzten Redaktion der Orkneyinga saga darauf ankam, die Stellung der Jarle auf Orkney als vom norwegischen König unabhängig herauszustellen.
Daraus lässt sich weiterhin ersehen, dass das Thema der Saga nicht die wikingerzeitlichen Verhältnisse sind, sondern die Frage der politischen Kontrolle zur Zeit von deren Abfassung. Daher fehlen auch folgerichtig jegliche Hinweise auf die Pikten zur Zeit der Landnahme. Denn die Auseinandersetzung mit ihnen kann nichts zur Legitimierung der gegenwärtigen Jarlsherrschaft beitragen.